# Ун-Вошъёган
Ун-Вошъёган (устар. Ун-Вош-Юган) — река в Белоярском районе Ханты-Мансийского автономного округа России. Устье реки находится в 353 км по левому берегу Казыма. Длина реки — 119 км, площадь её водосборного бассейна — 2440 км².

## Притоки
(км от устья)
- 14 км: Ай-Вошъёган (пр)
- Тутлеймсоим (пр)
- 57 км: Палпайсоим (лв)
- 58 км: Нярсоим (пр)
- Ёшсоим (лв)
- Хойгынсоромсоим (пр)
- 80 км: Нярвошъёган (пр)
- Ванттутлеймъёхомсоим (лв)
- Емынкальсоим (пр)
- 87 км: Вон-Карыськортынгикисоим (лв)
- Вон-Ёхомсоим (пр)
- Топрынгёхомсоим (пр)
- Ай-Вошъюган (лв)
- Хышынгсоим (пр)
- Топрынгсоим (пр)
- Анъюхсоим (лв)
- Сорхынглоръюган (пр)

## Данные водного реестра
По данным государственного водного реестра России относится к Нижнеобскому бассейновому округу, водохозяйственный участок реки — Обь от впадения Иртыша до впадения реки Северная Сосьва, речной подбассейн реки — бассейны притока Оби от Иртыша до впадения Северной Сосьвы. Речной бассейн реки — (Нижняя) Обь от впадения Иртыша.